# Resolução 281 do Conselho de Segurança das Nações Unidas
A Resolução 281 do Conselho de Segurança das Nações Unidas aprovada por unanimidade em 9 de junho de 1970, depois de reafirmar as resoluções anteriores sobre o tema, e observando recentes desenvolvimentos encorajadores, o Conselho estendeu o posto no Chipre da Força das Nações Unidas para Manutenção da Paz no Chipre por um novo período, que termina em 15 de dezembro de 1970. O Conselho apelou igualmente às partes diretamente interessadas para que continuem a agir com a máxima moderação e a cooperarem plenamente com a força de manutenção da paz.